# Хэппи (телесериал)
«Хэ́ппи» (англ. Happy!) — американский комедийно-драматический телесериал, основанный на одноимённой серии комиксов из четырёх выпусков писателя Гранта Моррисона и художника Дарика Робертсона. Премьера сериала состоялась 6 декабря 2017 года на телеканале Syfy.
29 января 2018 года сериал был продлён на второй сезон.
4 июня 2019 года Syfy решил не продлевать сериал на третий сезон.

## Сюжет
Ник Сакс — бывший полицейский, который стал циничным наемным убийцей, вечно находящимся под воздействием алкоголя или наркотиков. После перестрелки Ника подкашивает сердечный приступ. Очнувшись в машине скорой помощи, он начинает видеть маленькую, голубую и очень забавную мультяшную крылатую лошадь по имени Хэппи. Хэппи — воображаемый друг маленькой девочки по имени Хэйли, которую похитил психопат, одетый как Санта-Клаус. Хэппи просит у Ника помощи в поиске Хэйли. Сакс неохотно соглашается помочь, и теперь он и его новый «напарник» должны работать вместе, чтобы спасти девочку.

## В ролях
- Кристофер Мелони — Ник Сакс
- Ричи Костер — Франсиско Скарамуччи
- Лили Мирожник — детектив Мередит «Мерри» Маккарти
- Медина Сенгхор — Аманда Хансен
- Патрик Фишлер — Смуззи
- Паттон Освальт — голос Хэппи
- Джозеф Д. Рейтман — очень плохой Санта[5]

В пилотном эпизоде Хэппи озвучил Бобби Мойнахан, однако позже его заменили Паттоном Освальтом.

## Отзывы критиков
На сайте-агрегаторе Rotten Tomatoes сериал держит 76% «свежести» со средним рейтингом 6,2/10 на основе 29 отзывах. На Metacritic сериал получил 65 баллов из ста на основе 21-й «в целом положительной» рецензии.